# История почты и почтовых марок Тибета
История почты и почтовых марок Тибета охватывает развитие почтовой связи в Тибете, непризнанном независимом государстве в Центральной Азии (с 1951 — в составе КНР, с 1965 — Тибетский автономный район КНР), расположенном на Тибетском нагорье с административным центром в Лхасе, в период с 1912 года по 1951 год.

## Развитие почты

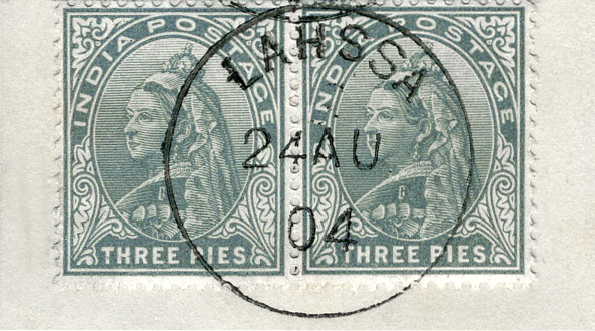
Почтовые марки Британской Индии, которые был погашены календарным штемелем Лхасы с датой 24 августа 1904 года

### Монастырские гонцы
С давнего времени доставка корреспонденции в Тибете осуществлялась монастырскими гонцами. С началом XX века Тибет становился всё более открытым для контактов с внешним миром, что привело к изменениям в почтовом обслуживании в этом удалённом и труднодоступном регионе.

### Почтовые отделения Индии (1904—1955)
7 июля 1903 года в Кхамба-Дзонг прибыла Тибетская пограничная комиссия англичан во главе с Фрэнсисом Янгхазбендом. Очень скоро она стала военной экспедицией, поскольку попытка урегулировать границу Тибета с Сиккимом дипломатическим путём оказалась безуспешной. Одним из результатов договора, подписанного 7 сентября 1904 года, стало учреждение индийских почтовых бюро в Лхасе, Гартоке (в Западном Тибете), в Гьянгдзе, Фаридзонге и Ятунге, по маршруту индийского торгового пути в Лхасу. При этом на почтовых отправлениях того времени использовались почтовые марки Британской Индии, которые первоначально гасились штемпелями полевых почтовых отделений. Все пересылаемые за границу почтовые отправления шли только через индийские почтовые отделения. Все индийские почтовые отделения в Тибете закрылись 12 апреля 1955 года.

### Почтовые отделения Китая (1910—1912)
В 1910 году обеспокоенное усилением в Тибете влияния англичан правительство Китая ввело туда войска, Далай-лама бежал в Сикким и Индию, а в Лхасе, Гьянгдзе, Чамдо, Шигацзе и других населённых пунктах открылись китайские почтовые отделения. Однако до ввода войск в Тибете уже были китайские поселения, о чём, например, свидетельствует заказное письмо от Вэня Цзун-Яо в Лхасе, датированное 9 января 1909 года. Впоследствии в обращении в Чамдо, Гьянгдзе, Лхасе, Фаридзонге, Шигацзе и Ятунге употреблялись китайские почтовые марки и специальные календарные штемпели Китая. Почтовые отправления этого периода малочисленны и активно разыскиваются коллекционерами, специализирующимися на почтовых марках как Китая, так и Тибета. После Синьхайской революции в Китае (1911—1913) отделения китайской почты в Тибете были закрыты.

### Почта Тибета (1912—1951)
В период существования непризнанного государства на его территории работали собственные почтовые отделения. В марте 1959 года все они были заменены китайскими.

## Выпуски почтовых марок

### Первые марки

#### Надпечатанные индийские
Первые почтовые марки, специально предназначенные для почтового обращения в Тибете, представляли собой марки Британской Индии с нанесёнными типографским способом надпечатками. Они увидели свет в течение 1903 года.

#### Оригинальные
Тибет эмитировал первые собственные почтовые марки в 1912 году в Лхасе. На марках серии из 6 номиналов изображена фигура снежного льва, государственного герба Тибета, и помещены надписи на тибетском: тиб. «?» и англ. «Tibet, Post» («Тибет, почта»). Марки были отпечатаны в листах по 12 (3 × 4) марок в каждом с изготовленных вручную печатных форм, на бумаге разных сортов, что привело к появлению множества разновидностей.

### Последующие эмиссии
В 1914 году вышли две почтовые марки с изменениями в оформлении в листах по 6 (2 × 3) марок.
В 1933 году была выпущена новая стандартная серия из 5 номиналов марок со слегка изменённым рисунком. В листе было по 12 почтовых марок, отпечатанных с собранных в печатную форму одиночных клише, что привело к различиям в расстояниях между марками. Эти марки также известны с неофициальной зубцовкой.
Почтовые марки образца 1933 года переиздавались до 1959 года, причём переиздания легко отличить по цвету.
На почтовых марках Тибета традиционно изображалась фигура снежного льва. Марки содержали надписи тибетскими буквами, означающими «Правительство Тибета», и на английском языке — «Tibet» («Тибет»).
В 1953—1954 годах, по причине нехватки марок номиналом в 1 трангку, разрезались пополам или на четыре части почтовые марки номиналом соответственно в 2 и 4 трангку.
С 1951 года в Тибете используются почтовые марки КНР.

## Другие виды почтовых марок

### Служебные
До 1951 года пересылка служебных почтовых отправлений осуществлялась бесплатно. В 1952 году были эмитированы служебные марки, всего 6 марок разных номиналов и размеров. На служебных марках надписи (тибетск.) «Тибетское правительство» и (англ.) «Марка». Марки были отпечатаны в листах по 12 экземпляров, при этом марки увеличенного размера номиналом в 1 и 2 санга печатались в листах по 8 марок.

### Телеграфные
В 1952 году в Тибете вышли телеграфные марки пяти номиналов, причём они использовались и как почтовые марки и представляют интерес на письмах и с почтовым гашением (телеграфное гашение отличается наличием волнистых линий).

## Фальшивки и подделки
Филателисты сталкиваются со многими поддельными и фальшивыми марками и оттисками почтовых штемпелей Тибета. В ущерб коллекционерам также изготавливались и, на первый взгляд, аутентичные, прошедшие почту филателистические материалы.
В качестве непочтовых пропагандистских выпусков с 1972 года выходили марки якобы от имени Тибета, изготовленные «Тибетским правительством в изгнании» во главе с Далай-ламой XIV.

Второй выпуск марок Тибетского правительства в изгнании (1974)